# Centroscyllium
Centroscyllium es un género de peces esqualiformes de la familia Etmopteridae.

## Especies
Se reconocen las siguientes especies:
- Centroscyllium excelsum
- Centroscyllium fabricii
- Centroscyllium granulatum
- Centroscyllium kamoharai
- Centroscyllium nigrum
- Centroscyllium ornatum
- Centroscyllium ritteri
- Centroscyllium sheikoi